# Agencia Espacial Italiana
La ASI es el acrónimo de la Agencia Espacial Italiana (Agenzia Spaziale Italiana). Esta organización fue creada en el año 1988 con el fin de promover y dirigir las actividades en el espacio de Italia. La ASI depende gubernamentalmente del Ministero dell'Università e della Ricerca Scientifica e Tecnologica, y participa en proyectos completamente propios y en misiones internacionales conjuntas con las agencias NASA y ESA.